# Sveta Jelena (Senj)
Sveta Jelena es una localidad de Croacia en el ejido de la ciudad de Senj, condado de Lika-Senj.

## Geografía
Se encuentra a una altitud de 11 m s. n. m. a 200 km de la capital nacional, Zagreb.

## Demografía
En el censo 2011, primero en el que se registra la localidad en forma autónoma, el total de población de 16 habitantes.
| Gráfica de población de Sveta Jelena 1857-2011                      |
|                                                                     |
| Según los censos de población de la oficina estadística de Croacia. |